# عشق غیرممکن!
عشق غیرممکن! ([Love Impossible!] Error: {{Lang-xx}}: متن دارای نشانه‌گذاری ایتالیک است (راهنما)) فیلمی هندی در سبک کمدی رمانتیک است که در سال ۲۰۱۰ منتشر شد. از بازیگران آن می‌توان به پریانکا چوپرا و دینو مورئا اشاره کرد.